# SN 2006cy
SN 2006cy – supernowa typu IIn odkryta 9 czerwca 2006 roku w galaktyce A130801+2606. W momencie odkrycia miała maksymalną jasność 17,20m.